# Colònies de Vilamar

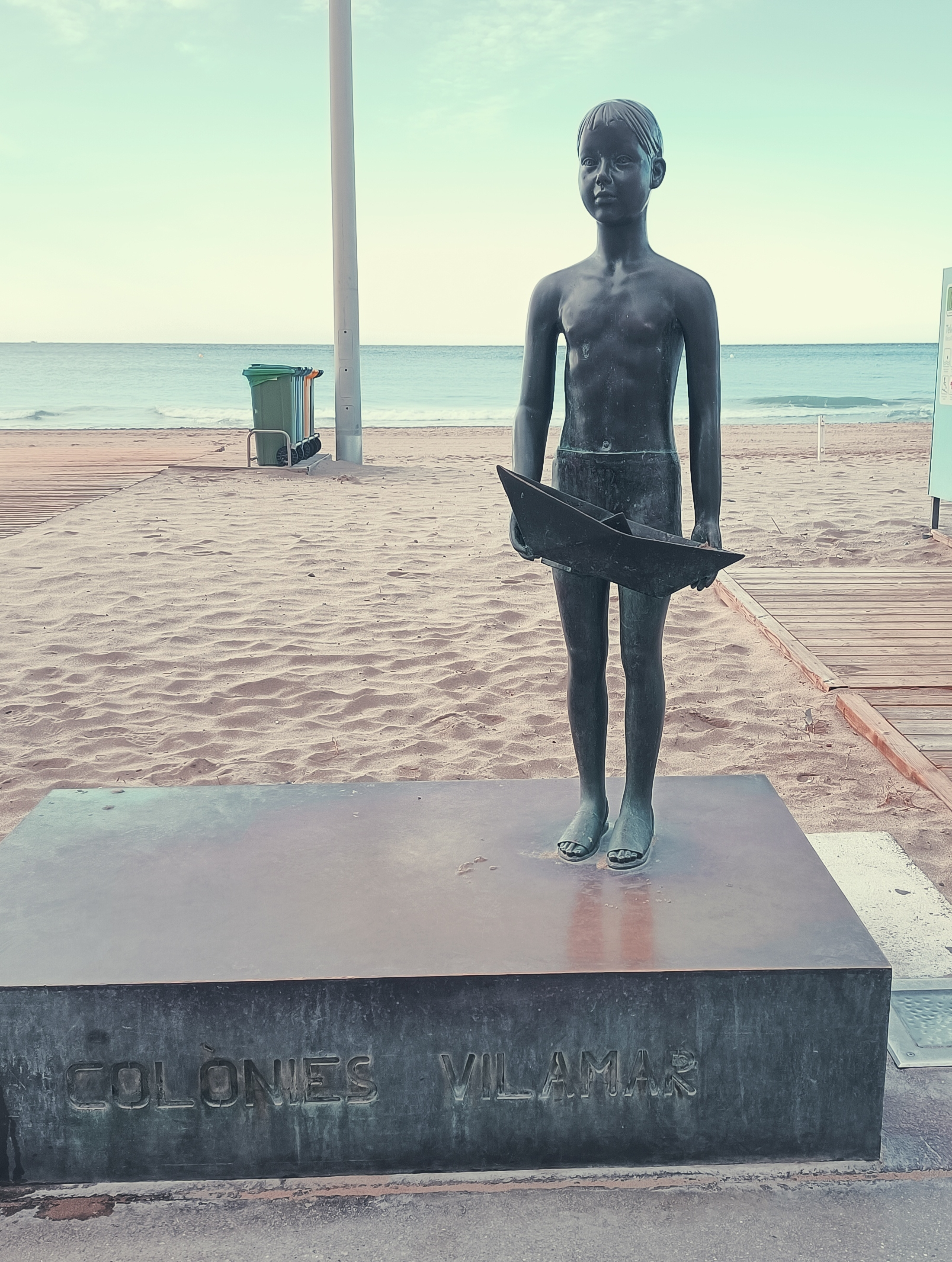
Escultura d'un nen que recorda les Colònies de Vilamar en aquest indret.

Les Colònies de Vilamar van ser unes colònies escolars d'estiueig que va organitzar l'Ajuntament de Barcelona del 1922 al 1936 a la platja de Calafell, adreçades als infants de les famílies barcelonines de pocs recursos. Van ser pensades com una extensió de l'Escola del Mar de Barcelona. Les Colònies de Vilamar van ser part fonamental del moviment de renovació pedagògica que va començar a inicis del segle xx i que partia de la base de formar una ciutadania sana i vital, lliure i responsable, així com un exemple de medicina preventiva.

## Context polític, pedagògic i sanitari
La Comissió de Cultura de l'Ajuntament de Barcelona va plantejar-se l'objectiu de formar homes i dones sans, cívics i cultes, afavorir un ambient igualitari, construir ciutadans responsables, conviure vora la natura, a més de fer exercici físic, excursions, fomentar la música, la lectura, l'escriptura i la conversa. Manuel Ainaud i la resta de membres de la Comissió bevien dels nous corrents pedagògics europeus: l'Escola Nova, el Mètode Montessori i el Mètode Decroly. Aquests moviments percebien l'educació com un instrument de pau i de solidaritat amb la finalitat de construir una escola laica, gratuïta i universal, on formar ciutadans lliures.
Amb aquesta filosofia el gener de 1922 la Comissió va crear l'Escola del Mar a la platja de la Barceloneta. La mainada gaudia d'una educació a l'aire lliure i prop del mar, on l'exercici físic i les arts eren part fonamental de la instrucció. No s'empraven llibres de text, però la lectura d'obres de la literatura universal era primordial en un aprenentatge també basat en l'experiència i en el joc. Era un projecte pedagògic on cada alumne regulava el seu propi ritme d'aprenentatge. I una extensió d'aquesta escola foren les Colònies de Vilamar.
Per altra banda, l'organització de les colònies perseguia un segon objectiu, que era millorar una de les patologies d'incidència més gran entre els infants de barris pobres: la tuberculosi. L'assessor de la Comissió sobre la salut i la higiene escolars era el doctor Enric Mias i Codina, que aconsellava respirar aire pur, els banys de mar i de sol, els exercicis gimnàstics, les becaines curtes i una alimentació nutritiva. Per aquest motiu, membres de la Comissió de Cultura van buscar un espai de la costa catalana per establir les colònies, un lloc on poder aprofitar els elements naturals, la llum del sol, l'aigua del mar i l'aire pur. A Calafell van trobar una platja ampla, poc fonda, de sorra fina i neta, amb una aigua rica en iode, molt assolellada i amb una zona d'ombra formada per una pineda, a més a més, a tocar de l'estació de tren.

## Cronologia
El 16 d'agost de 1922 a la vora de 300 nens i nenes arriben amb tren a l'estació de Calafell. És el primer grup d'infants que aterra a les Colònies de Vilamar. S'instal·len a la platja, sota els pins del Llagostera, en unes casetes de fusta que havien estat emprades com estands a la Fira de Mostres de Barcelona de 1920. La inauguració oficial es va fer el 24 d'agost de 1922, amb la presència i els parlaments de l'alcalde de Barcelona, Ferran Fabra i Puig, el president de la Mancomunitat, Josep Puig i Cadafalch, el president de la Comissió de Cultura, Josep Barbey Prats, i molts altres representants institucionals. Van ser rebuts a l'estació de tren pel veguer de Vilamar, Ventura Gassol, per l'alcalde de Calafell, Jaume Jané Papiol, i la resta de regidors calafellencs, el secretari, el jutge, el rector, el metge, el farmacèutic, els mestres i els seus alumnes, i bona part del poble.
El primer any, la direcció va anar a càrrec de Pere Vergés i Farrés; del 1923 al 1929, va dirigir les Colònies Artur Martorell, que va haver d'adaptar-se a les restriccions imposades pel nou règim de la Dictadura de Primo de Rivera; del 1930 al 1932, Pere Vergés va tornar al capdavant per recuperar i aplicar de nou els ideals pedagògics estroncats durant els anys anteriors. Finalment, Enric Gibert i Camins fou el director de la darrera etapa, entre 1933 i 1935.

## Organització educativa i activitats
Vilamar es va idear com una ciutat i, per això, durant el dia es duien a terme activitats autogestionades, relacionades amb la vida social com ara escollir els diferents càrrecs democràtics, resoldre els petits conflictes que sorgien, endreçar les estances o arranjar els exteriors de les viles. La religió també tenia el seu espai: cada vespre es resava i es beneïa la taula abans de cada àpat i els diumenges se celebrava missa. A Vilamar es propicia l'educació i la sensibilitat musical: molts vespres hi ha concerts de figures reconegudes del moment com Concepció Badia o Enric Casals, als quals assisteixen també els calafellencs. Com ja havia posat en pràctica a l'Escola del Mar, Pere Vergés introdueix a les colònies la pràctica de l'exercici físic. S'hi feien activitats de joc lliure i activitats de joc pautat com la gimnàstica a la platja, el bany, els escacs, el joc de les banderes i el joc del rescat, alguns d'ells de forma competitiva amb tornejos i concursos. Una altra activitat important eren les excursions a peu, tant a diferents punts de Calafell com a pobles veïns. Tant a les sortides com a les mateixes instal·lacions, els nois i noies feien activitats encaminades a l'experimentació i a la deducció, puntals del seu aprenentatge. El Diari de Vilamar, que elaboraven els mateixos infants, servia per donar a conèixer totes les activitats de la colònia.

## Repercussió local
La instal·lació de les colònies va comportar, en primer lloc, una inesperada font d'ingressos extra per als calafellencs. Cada estiu hi havia oportunitats laborals per fer tota mena de tasques necessàries per mantenir l'activitat de les colònies: persones que vigilaven el bany de la quitxalla, que rentaven els banyadors, instal·laven els velàriums, etc.; cuineres, netejadores, vigilants... A més, metges del poble i el rector percebien els seus honoraris pels seus serveis sanitaris i religiosos. Per altra banda, el vincle econòmic s'enfortia més per les necessitats d’intendència de les colònies: pagesos i comerciants de Calafell subministraven comestibles, principalment carn, fuita i verdura.
El nom de Calafell, associat a una platja neta, àmplia, assolellada, apta per al bany de les criatures, etc., va començar a sonar a Barcelona i això afavorí que famílies benestants s'hi comencessin a fixar per construir-hi una casa d'estiueig. Aquest moviment provocà que durant els anys vint el nucli urbà del barri marítim s'estengués cap a llevant i sorgissin encara més oportunitats de feina a les cases dels estiuejants.
A més d’aquestes relacions econòmiques, les colònies van facilitar vincles afectius amb els calafellencs. A causa de la singular filosofia del programa d’activitats i d’aprenentatge, la presència de la quitxalla per tot el terme per conèixer els oficis, la fauna, la flora, el paisatge, la parla i molts altres detalls era vistosa i permanent. I els calafellencs també participaven en les activitats esportives i culturals de les colònies.
La influència de les colònies a Calafell també va deixar rastres en l’onomàstica d’espais públics actuals: existeix el carrer i l'escola de Vilamar, el carrer i la biblioteca de Ventura Gassol, la casa de colònies Artur Martorell i, del 1930 al 1941 existí el carrer d'Antoni Gelabert.